# السمو الإمبراطوري والسمو الملكي

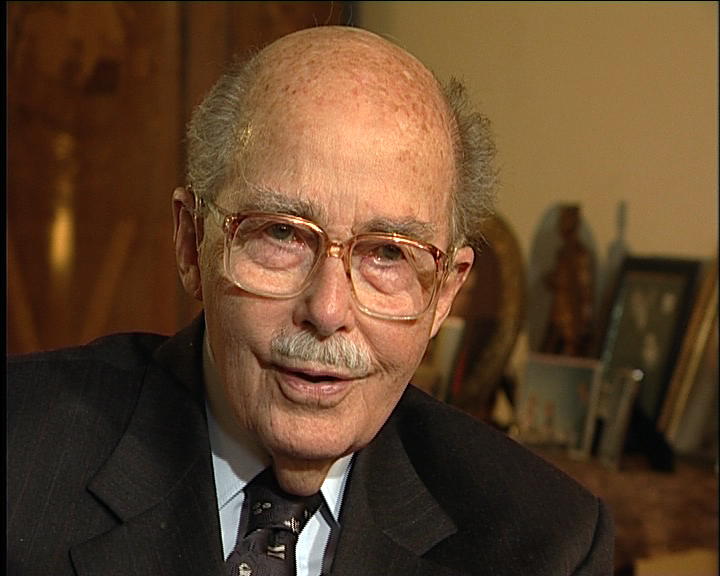

الإمبراطوري والسمو الملكي (اختصار HI&RH) هو أسلوب يمتلكه شخص يحمل نمطين فرديين إما عن طريق الولادة أو الزواج، وهما السمو الإمبراطوري و السمو الملكي . صاحب السمو الإمبراطوري هو أسلوب يستخدمه أفراد العائلة الإمبراطورية للإشارة إلى الوضع الإمبراطوري - على عكس الملكية - لإظهار أن الحامل ينحدر من إمبراطور وليس ملكًا. يحمل حاملو الطراز الإمبراطوري مرتبة أعلى بشكل عام من أصحاب الأسلوب الملكي .
مثال أساسي على الاستخدام المعاصر لهذا الأسلوب هو العائلة المالكة البلجيكية. لورينز أمير بلجيكا، أرشيدوق النمسا وإستي، هو عضو في البيت الإمبراطوري في هابسبورغ-لورين بالولادة، ولكن بعد زواجه من صاحبة السمو الملكي الأميرة أستريد من بلجيكا، أصبح أيضًا عضوًا في العائلة المالكة البلجيكية عن طريق الزواج. على هذا النحو، يستخدم أطفالهم حاليًا الأساليب كأعضاء في كل من العائلة المالكة في بلجيكا والبيت الإمبراطوري في هابسبورغ-لورين.

## الاستخدام البرازيلي
في عام 1909، وقع أعضاء فرع أورليان-براغانزا من العائلة الإمبراطورية البرازيلية اتفاقية مع الأمير فيليب، دوق أورليان (1869-1926)، رئيس بيت أورليان (العائلة المالكة السابقة في فرنسا)، والذي أطلق عليه اسم «ميثاق الأسرة». بموجب هذه الاتفاقية، تم احتسابهم جميعًا في خط الخلافة الفرنسي، على النحو المناسب «صاحب السمو الملكي». إلى جانب النمط السابق «سمو الإمبراطوري»، المحدد في الدستور الإمبراطوري لعام 1824،  منذ ذلك الحين على رأس الأسرة (المسمى رئيس البيت الإمبراطوري)، وريث الرئاسة (المسمى الأمير إمبراطوري)، يستخدم الابن الأكبر للأمير الإمبراطوري (أمير جيرو- بارا) أسلوب «الإمبراطوري والسمو الملكي». يستخدم الأمراء / الأميرات الآخرون لفرع أورليان-براغانزا (أمير / أميرة أورليان-براغانزا) الأسلوب صاحب السمو الملكي وأعضاء فرع ساكس-كوبورغ-براغانزا (أمير / أميرة ساكس-كوبورغ-براغانزا) حافظوا على الأسلوب سمو.

## الاستخدام الألماني
تم استخدام الأسلوب أيضًا من قبل الابن الأكبر للإمبراطور الألماني الذي كان ولي العهد الألماني وولي عهد بروسيا، وكذلك من قبل زوجته التي كانت ولي العهد. يمكن استخدامه لرئيس مجلس النواب هوهنزولرن احتراما؛ ومع ذلك، مثل جميع أفراد العائلات النبيلة الألمانية السابقة، يعتبر القانون مواطنًا عاديًا في ألمانيا، وبالتالي لا يحمل أي لقب رسميًا.

## استخدام هابسبورغ
تم استخدام هذا الأسلوب من قبل أعضاء سلالة هابسبورغ الحاكمة، الذين يستخدمون الألقاب الأمير الإمبراطوري وأرشيدوق النمسا والأمير الملكي في بوهيميا والمجر . أحد الأمثلة المعاصرة على ذلك هو لورينز ، أرشيدوق النمسا-إستي ، أمير بلجيكا، وهو عضو في البيت الإمبراطوري في هابسبورغ-لورين بالولادة والعائلة المالكة البلجيكية عن طريق الزواج. بدأ آل هابسبورغ، الذين احتلوا التاج الاختياري للإمبراطورية الرومانية المقدسة لعدة قرون، استخدام الأسلوب الإمبراطوري والسمو الملكي مع إنشاء الإمبراطورية النمساوية الوراثية في عام 1804 ؛ قبل ذلك، كان أعضاء الأسرة غير الحاكمة يُصنفون على أنهم أصحاب السمو الملكي .

## الاستخدام البرتغالي
في عهد الإمبراطور بيدرو الأول ملك البرازيل، تم إنشاء الملك جون السادس ملك البرتغال، والد بيدرو، إمبراطورًا اسميًا للبرازيل بموجب حكم من معاهدة الاعتراف باستقلال البرازيل، والتي تم التصديق عليها ودخلت حيز التنفيذ في 15 نوفمبر 1825. في نفس التاريخ، أصدر الملك جون السادس ميثاقًا قانونيًا لتغيير ألقابه الملكية، وذلك لتضمين لقب المجاملة للإمبراطور بينهم. استخدم الملك جون السادس النمط الإمبراطوري والسمو الملكي حتى وفاته في 10 مارس 1826.
استخدم الملك بيدرو الرابع ملك البرتغال أيضًا التصميم، حيث كان أيضًا أول إمبراطور للبرازيل باسم بيدرو الأول.

## استخدام شخصي
دوقة روسيا الكبرى إيلينا فلاديميروفنا، عند زواجها من أمير اليونان نيكولاس، تم منحها لقب الإمبراطوري والسمو الملكي .
دوقة روسيا الكبرى ماريا ألكساندروفنا، تم تسميتها بالتناوب على غرار الإمبراطوري والسمو الملكي وصاحبة السمو الملكي والإمبراطوري عند زواجها من الأمير ألفريد ، دوق إدنبرة، الابن الثاني للملكة فيكتوريا.